# Мутис, Хосе Селестино

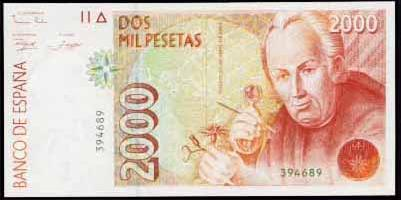
Хосе Селестино Мутис на испанской купюре достоинством 2000 песет выпуска 1992 года

Хосе́ Селести́но Му́тис (исп. José Celestino Mutis или исп. José Mutis, или исп. José Celestino Bruno Mutis; 6 апреля 1732[…], Кадис, Испания — 11 сентября 1808[…], Богота, Испанская империя) — испанский ботаник, натуралист (естествоиспытатель), врач и математик.

## Биография
Хосе Селестино Мутис родился в городе Кадис 6 апреля 1732 года. Мутис изучал медицину в Севилье и Мадриде. С 1757 года Хосе Селестино Мутис был врачом в Мадриде, где обратился к ботанике. Он уехал в Южную Америку в 1760 году и проживал в Боготе, которая благодаря ему стала важным научным центром. Мутис вёл переписку с выдающимся шведским учёным Карлом Линнеем. Его переписка с Карлом Линнеем длилась с 30 июня 1761 года до 8 февраля 1777 года. Мутис вёл также переписку с Карлом Линнеем младшим. Его переписка с Карлом Линнеем младшим длилась с 30 июня 1778 года до 12 сентября 1778 года. В 1803 году инициировал создание первой астрономической обсерватории в Латинской Америке — Национальной астрономической обсерватории Колумбии. Хосе Селестино Мутис умер в Боготе 11 сентября 1808 года. Возможно также, что он умер 2 сентября 1808 года. После смерти Мутиса его всеобъемлющий гербарий, рукописи и многочисленные акварельные ботанические иллюстрации были отправлены в Испанию.

## Научная деятельность
Хосе Селестино Мутис специализировался на семенных растениях.

## Научные работы
- Flora de la Real Expedición Botánica del Nuevo Reino de Granada: 1783—1816.

## Почести
В 1781 году сын Линнея назвал в его честь род растений Mutisia.
В 2008 году муравей Pheidole mutisi был назван в честь Мутиса.